# Баташевский сад
Баташевский сад — один из существующих на территории Тулы парков, рукотворный памятник природы, памятник природы регионального значения. Своё название сад получил по фамилии Баташевых — известной тульской промышленной династии.

## История

### Российская империя
Сад был основан в XVIII веке крупнейшей тульской промышленной династией Баташевых — родоначальником династии оружейником Иваном Тимофеевичем Баташевым, его сыном Родионом Ивановичем Баташевым и внуками Иваном и Андреем. Вдоль реки Тулицы, в 300-х метрах от Баташевского моста на улице Карпова, сохранились земляные насыпи бывшей плотины Баташевского доменного и молотового вододействующего завода, построенного в 1716—1717 годах, остатки которого находятся в Пролетарском округе Тулы. Неподалеку от завода находилась усадьба Баташевых (не сохранилась до наших дней), а рядом с ней ниже по течению Тулицы и был разбит фруктовый сад. Возможно, тогда словосочетание «Баташевский сад» впервые появилось в лексиконе туляков. Впоследствии заводом, усадьбой и садом владели потомки основателя. После утраты потомками Баташева права собственности на эти земли и закрытия завода в 1762 году, территория стала бесхозной и активно использоваться местным населением как место отдыха. Название «Баташевский сад» закрепилось за обширной территорией, которую в действительности он никогда не занимал.
Сад состоял из двух частей по обоим берегам реки — старой и новой, получивших название Большого и Малого сада. Правобережная часть в те годы имела площадь в 1 десятину 796 квадратных сажень. Сад характеризовался в документах 1777 года как нерегулярный, но в плане Большой сад имел четкую регулярную планировку: лучи-аллеи, расходящиеся из центра, делили его на 8 сегментов. В саду росли в том числе и плодовые деревья: яблони, груши, сливы, плоды которых употреблялись «для господского расходу». Неподалеку находился небольшой пруд — копаная рыбная сажелка, где с той же целью разводились караси и лини. К концу XIX века сад стал одним из любимых мест отдыха туляков. В начале XX века «Тульские губернские ведомости» отзывались о саде так: «Веселое местечко для загородных прогулок с тенистыми аллеями, с Тулицей, протекающей через сад в виде буквы S…».
12 июня 1908 года гласные городской Думы рассматривали предложение ликвидировать часть сада по левому берегу Тулицы. Поводом для такого предложения послужило то, что река, делая в саду крупную петлю, подмывала в половодье Чулковскую сторону, а чистка русла и его укрепление «вызывают большие расходы». В то же самое время поступило предложения от Болховского мещанина Михаила Азбукина — он хотел арендовать сад на 15 лет с сентября 1908 года и просил разрешить городские власти открыть там «чайный буфет и павильон для продажи фруктовой воды и мороженого, а также определить в саду сенокосные места и держать здесь коров и лошадей». Взамен Азбукин обещал содержать сад в полном порядке, обеспечивая порядок и покой отдыхающих силами нанятой охраны. В выходные дни, публику должен был развлекать духовой оркестр. Дума отвергла оба предложения и выдвинула своё: часть сада вырубить, деревья продать, а вырубленное место отдать под луг.

### Советские годы
В 1922 году часть Баташевского сада была переоборудована молодыми рабочими патронного завода и носила название «Парк имени Демьяна Бедного». В это время там был построен летний кинотеатр, читальня, танцплощадка и стенд для стрельбы по тарелкам, на реке оборудовали раздельные для женщин и мужчин купальни. В последующие годы были построены ресторан и колесо обозрения. В праздничные и выходные дни в парке гуляли семьями, устраивая чаепитие с самоварами на природе.
В 1928 году на территории сада открылся стадион «Серп и молот» (позже переименованный в «Стадион завода Штамп»). Осенью 1941 года во время обороны города возле сада были вырыты окопы, колесо обозрения демонтировано, а на территории стадиона находилась зенитная батарея. В 1950 году коллективным договором завода Штамп было запланировано: построить купальню на реке Тулице, посадить 100 штук деревьев и 500 штук кустарников, подвести водопровод и поставить душ. Вплоть до начала 1990-х годов сад продолжал пользоваться популярностью среди жителей города.

### Современность
19 октября 1994 года состоялось совещание у директора департамента областной администрации по охране здоровья населения и окружающей среды А. Ф. Симанкина по вопросу создания в Туле на территории Баташевского сада дендрария. Был создан временный коллектив «Демидовский и Баташевский сады», возглавил его заместитель председателя комитета по культуре и историческому наследию города Тулы Г. С. Красненко. Однако эти планы так и не были осуществлены. К концу 1990-х годов сад пришёл в запустение, почти все постройки начали разрушаться. В 2000-х годах планировалась жилая застройка территории стадиона и части сада, были начаты подготовительные работы по обустройству стройплощадки.
В 2014 году Генеральным планом Тулы сад отнесен к особо охраняемым природным территориям. Все выданные постановления для частного строительства на территории Баташевского сада были отменены. Началось проведение субботников для расчистки и уборки территории от мусора.

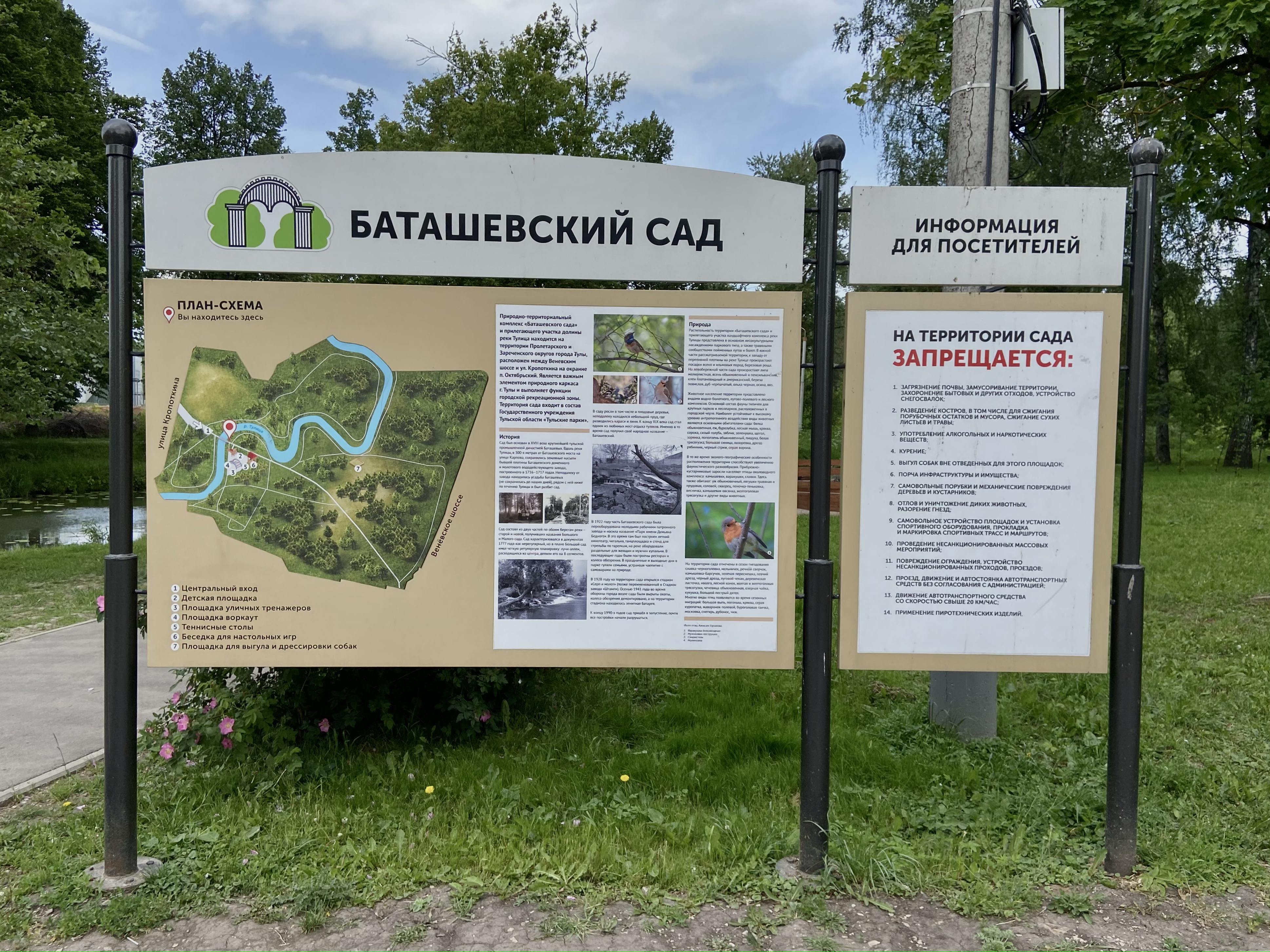
План-схема сада
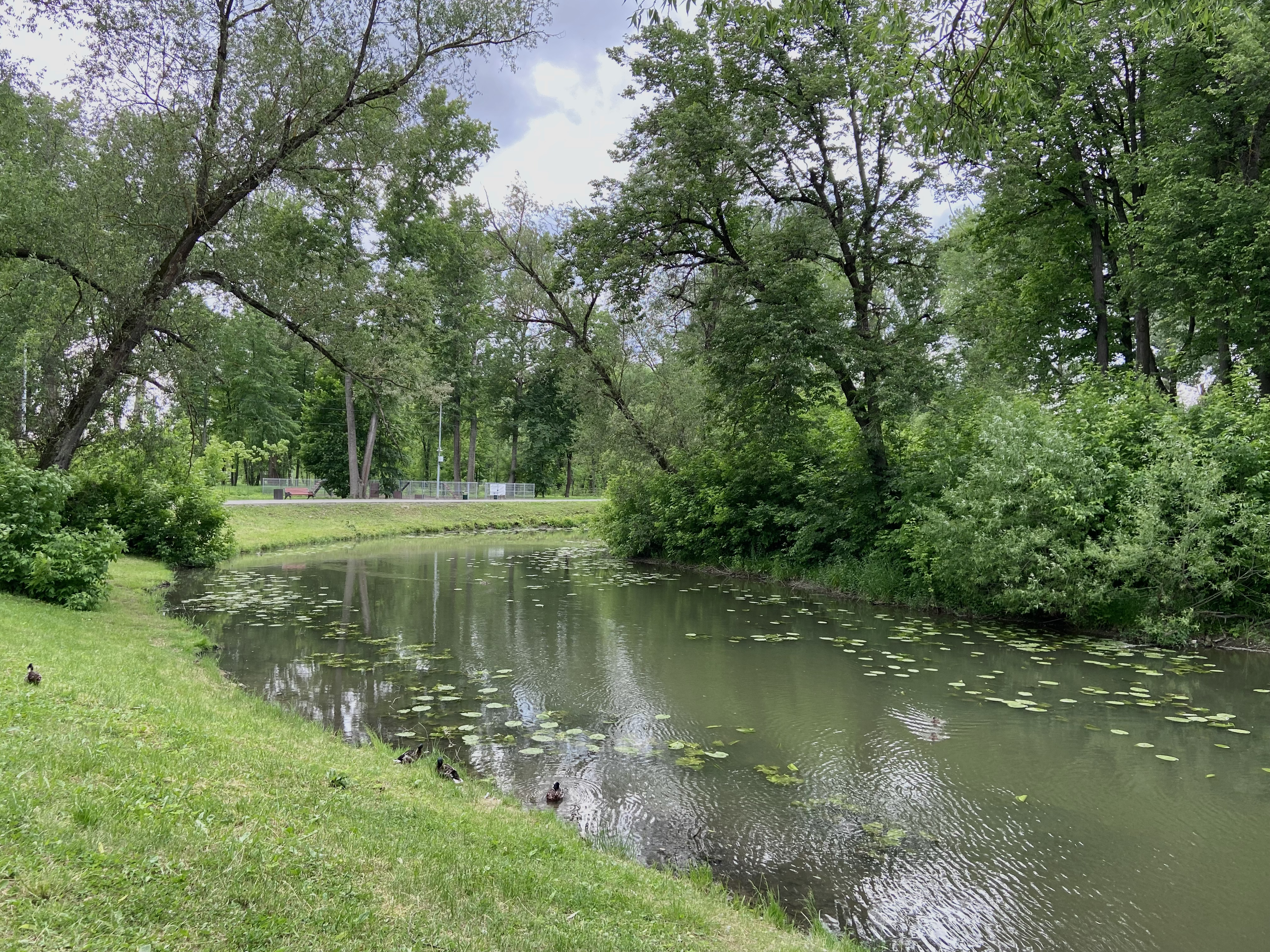
Река Тулица
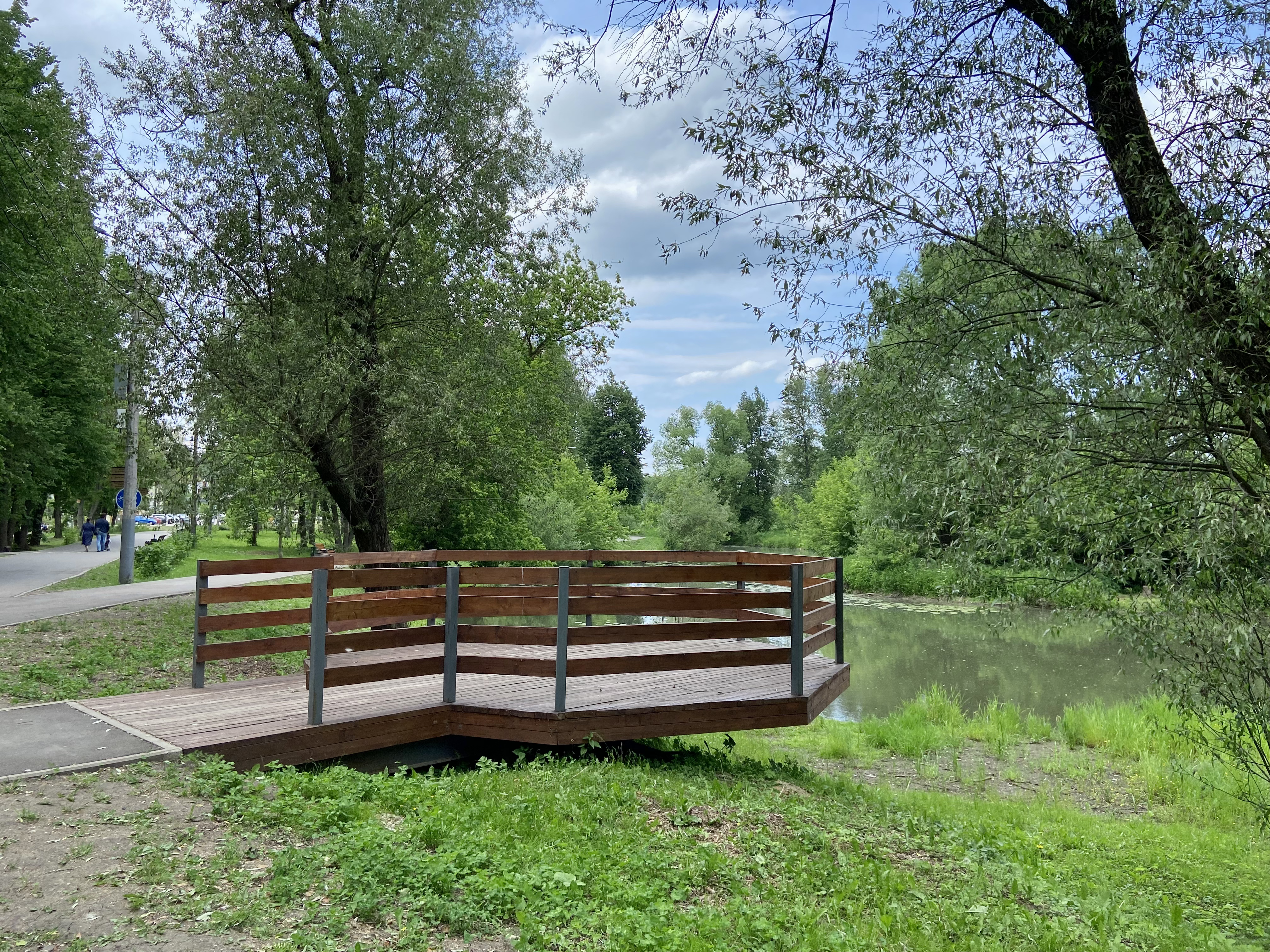
Бельведер

## Достопримечательности
- Фрагменты водотоков плотины завода XVIII века, принадлежавшего промышленникам Баташевым.
- Территория основной части Баташевского сада конца XIX — начала XX веков и сада Демьяна Бедного.

## Рекреационная деятельность
Основу рекреации на территории Баташевского сада составляют природные рекреационные ресурсы: микроклимат, рельеф местности, водные объекты, лесопарковый ландшафт, ихтиофауна. В своей совокупности они круглый год привлекают на повседневный кратковременный отдых горожан с целью восстановления сил в природных условиях.
Текущее использование территории характеризуется следующими основными видами рекреационной деятельности: пешеходно-прогулочный, спортивно-оздоровительный (бег, физкультура, байкинг, лыжи, катание на коньках, сплавы по Тулице), любительское рыболовство, бердвотчинг, любительское собаководство, пикники, садоводство и огородничество.

## Природа парка
На территории парка произрастает около 40 видов деревьев и кустарников, порядка 60 видов трав. Птицы поселившиеся и проживающие на территории сада: воробей, синица, трясогузка, свиристель, скворец, желна (дятел) — три разновидности: зелёный, чёрный, пестрый, дикий голубь вяхирь, сокол, кукушка, ворона, галка, снегирь, соловей, дрозд, сойка, утка кряква, чайка черноголовка. Иногда весной вдоль реки Тулица садятся гуси. К сожалению из за большого количества собак, которых владельцы отпускают с привязи, резко сократилась численность утки кряквы, птенцов утки практически не видно. а ранней весной было много пар утка-селезень. Кроме птиц в саду были замечены: заяц, лиса, белка, ондатра, норка, бобер, мышь полевая, уж обыкновенный.